# Cérons
Cérons là một xã trong tỉnh Gironde, thuộc vùng Nouvelle-Aquitaine của nước Pháp, có dân số là 1347 người (thời điểm 1999). Xã cách thành phố Bordeaux khoảng 30 km.